# 정지선과 양보선

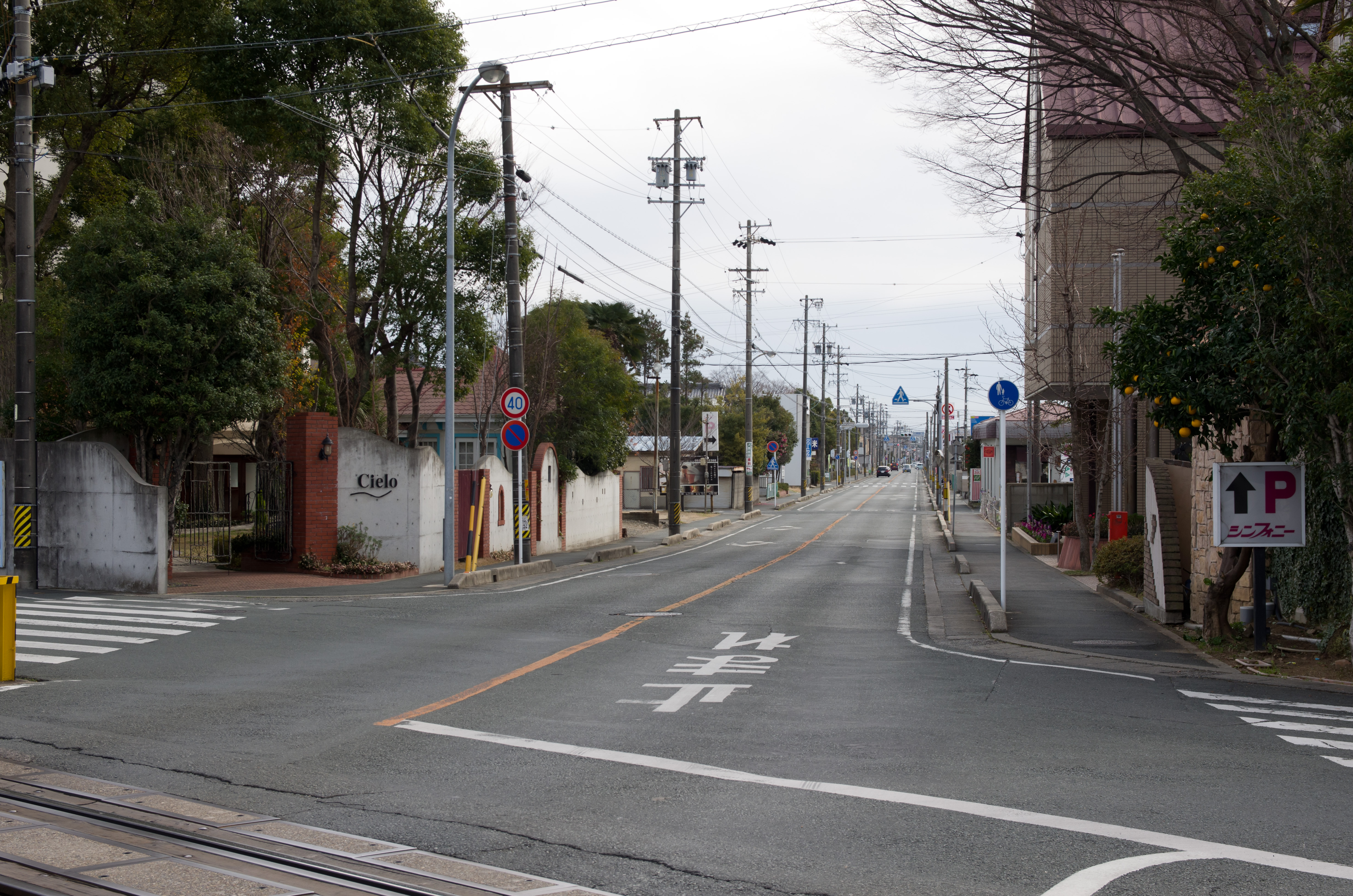
일본 도요카와시의 정지선

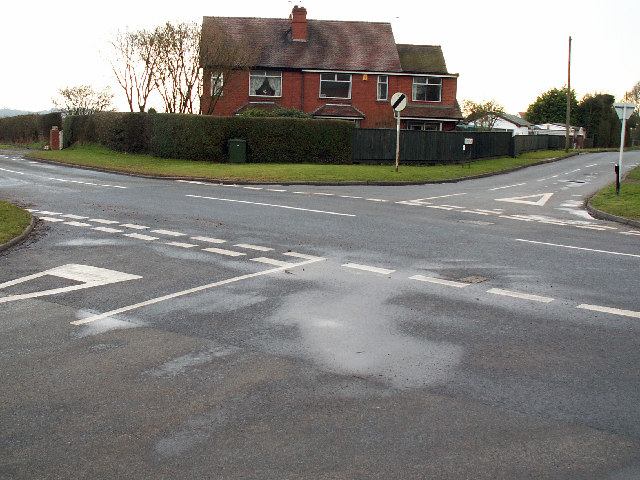
영국의 양보선

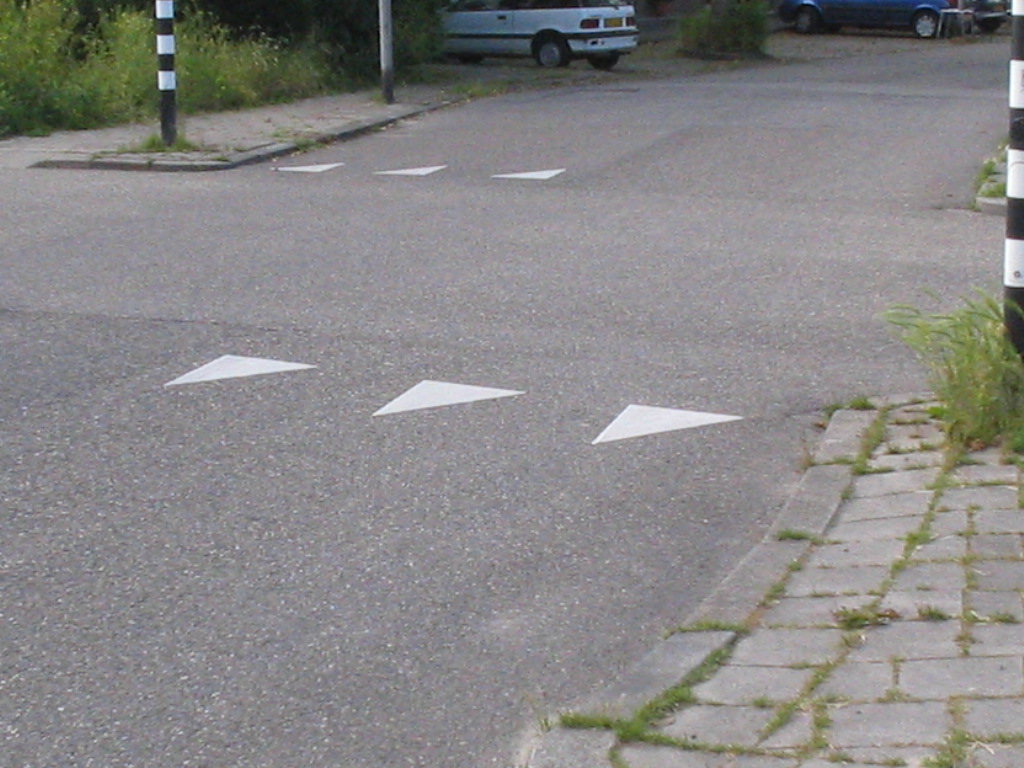
샤크스 티스는 양보선과 동의어이다. 미국과 수많은 유럽 국가에서 사용된다.

정지선과 양보선(stop and yield lines)은 운전자에게 교차로에 접근할 때 정지하거나 양보해야 하는 위치를 알려주는 가로 도로 표면 표시이다. 어떤 경우에는 블록 중간 횡단보도에 앞서 정지선이나 양보선이 배치된다.
정지선은 샤크스 티스(shark's teeth)라고도 부르며 정지 신호나 신호등으로 제어되는 교차로나 로터리에서 정지해야 하는 지점을 운전자에게 알리는 데 사용되는 표시 유형이다. 이를 스톱 바(stop bar)라고도 한다.
양보선은 운전자에게 양보해야 하는 지점을 알리고 양보 표지로 제어되는 교차로나 로터리에서 충돌하는 차량이나 보행자 교통에 우선순위를 부여하는 데 사용되는 표시 유형이다.
다중 차선 도로에서는 다중 위협 충돌을 방지하기 위해 중앙 블록 횡단보도 앞에 사전 양보선이 사용된다. 이는 횡단보도에서 운전자가 보행자에게 양보했지만, 정차된 차량으로 인해 옆 차선의 운전자가 보행자를 볼 수 없는 경우에 발생한다. 다른 운전자가 정지한 차량을 추월하다가 그 앞에서 나오다가 보행자와 충돌할 수도 있다. 사전 양보선은 운전자에게 다른 운전자가 자신의 차량 주변에서 볼 수 있는 횡단보도에서 충분히 멀리 정지하도록 지시한다. 운전자가 보행자를 위해 법적으로 정지해야 하는 관할 구역에서는 대신 사전 정지선을 사용할 수 있다.